# Heinz Schmäu
Heinz Erwin Schmäu (* 12. Dezember 1907 in Treptow bei Berlin; † 18. Februar 1986 in Berlin) war ein deutscher Typograf und in der DDR Fachschullehrer. 

## Leben und Werk
Schmäu war der Sohn des Berliner Maurers Paul Schmäu und seiner Ehefrau Emma geb. Stelter. Er absolvierte eine Lehre als Setzer und besuchte von 1930 bis 1932 die Kunstgewerbe- und Handwerkerschule Berlin-Ost. Nach dem Beginn des Zweiten Weltkriegs wurde er zur Wehrmacht eingezogen. Er nahm am Krieg teil und kam in Kriegsgefangenschaft. 
Ab 1946 war Schmäu Lehrer für Typografie an der Meisterschule für Grafik und Buchgewerbe, die 1945 aus der Kunstgewerbe- und Handwerkerschule hervorgegangen war. Er wohnte wohl in Oranienburg. Als es 1949 zur Spaltung der Schule kam, entschloss er sich, im Osten in der späteren Fachschule für Werbung und Gestaltung zu bleiben. Er leitete die technischen Werkstätten der Schule, zu deren Aufbau er auch seine Muskelkräfte als ambitionierter Jiu-Jitsu-Kämpfer eingesetzt hatte. Von 1952 bis zum Renteneintritt 1972 war er stellvertretender Direktor der Schule. Er baute einen Fernstudiengang Pressegestaltung auf und leitete in den 1970er Jahren die Sektion Pressegestaltung des Bezirksverbandes Berlin des Verbands der Journalisten der DDR. 1951 wirkte er im Dokumentar-Kurzfilm des DEFA-Studios für populärwissenschaftliche Filme Eine Zeitung wird gedruckt mit. 
Zu Schmäus Schülern gehörte u. a. Hans-Joachim Schauß.

## Publikationen
- Fotos in der Werbung. VEB Fotokinoverlag Leipzig, 1972 (Mitglied des Autorenkollektivs)

### Lehrbögen Grafische Technologie der Fachschule für Werbung und Gestaltung
- Einführung in das Grundlagenfach Grafische Technologie. 1970
- Bilddruckstöcke, Einführung. 1970
- Korrekturlesen und Korrekturschema. 1970